# Gluta rostrata
Gluta rostrata är en sumakväxtart som beskrevs av Ding Hou. Gluta rostrata ingår i släktet Gluta och familjen sumakväxter. Inga underarter finns listade i Catalogue of Life.